# Seliger Rupert (Pirmasens)
Seliger Rupert Mayer ist eine römisch-katholische Kirche des Bistums Speyer innerhalb der kreisfreien Stadt Pirmasens. Sie dient als Filialkirche.

## Lage
Die Kirche befindet sich im Stadtteil Winzeln an dessen nördlichen Siedlungsrand in der Gersbacher Straße, die mit der Kreisstraße 6 identisch ist.

## Beschaffenheit
Es handelt sich um ein zeltförmiges Kirchengebäude. Die Kirche enthält eine Orgel, die 1989 durch Paul Zimnol gebaut wurde. Im Gebäude ist ebenso das Gemeindezentrum untergebracht.

## Geschichte
Die Kirche wurde 1988 errichtet und wurde nach Rupert Mayer benannt. Bis Ende 2015 fungierte die Kirche als Filiale der Kirche St. Anton; seit 2016 bildet sie eine Filiale der Pfarrei Sel. Paul Josef Nardini, deren Pfarrkirche St. Pirmin bildet. 2022 fand vor Ort eine Orgelmeditation mit Lesungen statt.